# Môn thể thao Olympic

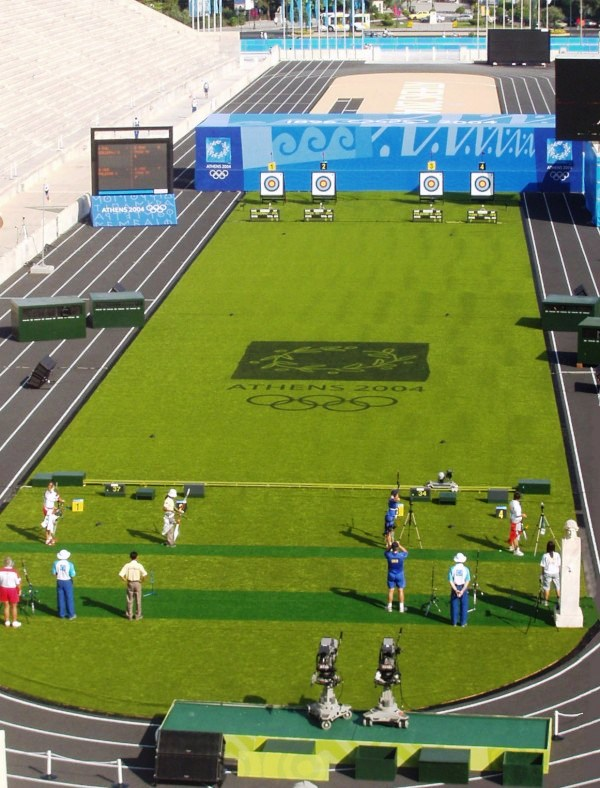
Môn bắn cung tại Thế vận hội Mùa hè 2004 Athens. Bị đưa ra chương trình thi đấu của Olympic sau kỳ đại hội Antwerp 1920, được đưa lại năm 1972.

Môn thể thao Olympic là các môn thể thao được thi đấu tại Thế vận hội Mùa hè và Mùa đông. Thế vận hội Mùa hè 2016 gồm 28 môn thi đấu tăng hai môn so với năm 2012. Thế vận hội Mùa đông 2014 có bảy môn thi đấu. Số lượng môn và nội dung thi đấu có thể khác nhau ở mỗi kỳ Thế vận hội. Mỗi môn Olympic được đại diện bởi một cơ quan điều hành quốc tế, là thành viên của Liên đoàn Quốc tế (IF). Ủy ban Olympic quốc tế (IOC) thiết lập hệ thống các môn thi đấu, phân môn và số nội dung thi đấu. Theo đó, các môn thể thao Olympic có thể được chia làm nhiều phân môn, những môn thường được cho là môn thể thao riêng biệt. Ví dụ nhảy cầu và bóng nước (phân môn của thể thao dưới nước, được đại diện bởi Liên đoàn bơi quốc tế), hay trượt băng nghệ thuật và trượt băng tốc độ (phân môn của trượt băng, đại diện bởi Liên đoàn Trượt băng Quốc tế). Các phân môn lại có thể chia ra thành các nội dung thi đấu nơi các bộ huy chương được trao. Một môn hoặc phân môn nằm trong chương trình thi đấu của Olympic program nếu IOC xác định rằng nó được tập luyện rộng rãi trên khắp thế giới, số các quốc gia tham gia tranh tài môn thể thao một cách thường xuyên.
Các kỳ Thế vận hội trước có những môn mà nay không còn xuất hiện nữa như polo và kéo co. Những môn thể thao này được gọi là "những môn bị tạm ngừng", sau đó bị loại bỏ do thiếu sự quan tâm hoặc không có cơ quan điều hành thích hợp. Bắn cung và quần vợt và những ví dụ của những môn từng được thi đấu tại Thế vận hội nhưng sau đó bị loại bởi IOC, rồi sau đó thành công trong việc trở lại trong chương trình thi đấu của Olympic (lần lượt vào các năm 1972 và 1988). Những môn thể thao biểu diễn thường được diễn ra trong các kỳ Thế vận hội, thường nhằm giới thiệu một môn thể thao địa phương của nước chủ nhà hoặc để đánh giá sự quan tâm và ủng hộ dành cho môn thể thao đó. Một vài môn khác như bóng chày và bi đá trên băng, từng được đưa vào chương trình thi đấu chính thức của Thế vận hội (lần lượt vào các năm 1992 và 1998). Tuy nhiên bóng chày bị tạm ngừng từ sau Thế vận hội Mùa hè 2008.

## Thế vận hội Mùa hè
Tại kỳ Thế vận hội đầu tiên, chín môn được tổ chức thi đấu. Kể từ sau đó số lượng các môn thi đấu tại Thế vận hội Mùa hè đã được tăng lên 28 trong giai đoạn 2000-2008. Tuy nhiên tại Thế vận hội Mùa hè 2012 số môn giảm xuống còn 26 sau quyết định của IOC năm 2005 loại bỏ bóng chày và bóng mềm ra khỏi chương trình thi đấu tại Olympic. Những môn này có thể tiếp tục trở thành môn thể thao Olympic nếu có khả năng trở lại chương trình thi đấu của Olympic. Tại Kỳ họp thứ 121 của IOC tại Copenhagen ngày 9 tháng 10 năm 2009, IOC đã bỏ phiếu cho golf và bóng bầu dục vào chương trình thi đấu Olympic, điều đó có nghĩa những môn này sẽ được thi đấu và 2016 sẽ lại một lần nữa có 28 môn.
Để một môn hoặc phân môn được cân nhắc trở thành môn thể thao của Thế vận hội Mùa hè nó phải được thi đấu rộng rãi ở ít nhất 75 quốc gia và trải dài trên 4 lục địa.

### Các môn mùa hè hiện tại và bị tạm ngừng
Dưới đây là các môn (hoặc các phân môn) đang và đã bị tạm ngừng trong chương trình thi đấu chính thức của Thế vận hội Mùa hè và được liệt kê theo thứ tự tên được sử dụng bởi IOC. Những môn bị tạm ngừng là từng được thi đấu chính thức tại các kỳ Thế vận hội Mùa hè trước nhưng nay không còn. Các số liệu ở từng cột chỉ số nội dung thi đấu của mỗi môn tại kỳ Thế vận hội tương ứng; (•) chỉ các môn thể thao biểu diễn.
Bảy trong số 28 môn thể thao có các phân môn. Các phân môn của cùng một môn sẽ được hiển thị cùng một màu:
     Thể thao dưới nước –
     Canoeing/Kayaking –
     Xe đạp –
     Thể dục dụng cụ –
     Bóng chuyền –
     Cưỡi ngựa –
     Vật
| Môn (Phân môn)                     | Môn (Phân môn)   | Cơ quan          | 96 | 00 | 04 | 06 | 08  | 12  | 20  | 24                                           | 28                                           | 32                                           | 36                                           | 48                                           | 52                                           | 56                                           | 60                                           | 64                                           | 68                                           | 72                                           | 76                                           | 80                                           | 84                                           | 88                                           | 92                                           | 96                                           | 00                                           | 04                                           | 08                                           | 12                                           | 16                                           |                                              |
| ---------------------------------- | ---------------- | ---------------- | -- | -- | -- | -- | --- | --- | --- | -------------------------------------------- | -------------------------------------------- | -------------------------------------------- | -------------------------------------------- | -------------------------------------------- | -------------------------------------------- | -------------------------------------------- | -------------------------------------------- | -------------------------------------------- | -------------------------------------------- | -------------------------------------------- | -------------------------------------------- | -------------------------------------------- | -------------------------------------------- | -------------------------------------------- | -------------------------------------------- | -------------------------------------------- | -------------------------------------------- | -------------------------------------------- | -------------------------------------------- | -------------------------------------------- | -------------------------------------------- | -------------------------------------------- |
|                                    |                  |                  |    |    |    |    |     |     |     |                                              |                                              |                                              |                                              |                                              |                                              |                                              |                                              |                                              |                                              |                                              |                                              |                                              |                                              |                                              |                                              |                                              |                                              |                                              |                                              |                                              |                                              |                                              |
| Các môn mùa hè hiện tại            |                  |                  |    |    |    |    |     |     |     |                                              |                                              |                                              |                                              |                                              |                                              |                                              |                                              |                                              |                                              |                                              |                                              |                                              |                                              |                                              |                                              |                                              |                                              |                                              |                                              |                                              |                                              |                                              |
|                                    |                  |                  |    |    |    |    |     |     |     |                                              |                                              |                                              |                                              |                                              |                                              |                                              |                                              |                                              |                                              |                                              |                                              |                                              |                                              |                                              |                                              |                                              |                                              |                                              |                                              |                                              |                                              |                                              |
| Nhảy cầu                           |                  | FINA             |    |    | 2  | 1  | 2   | 4   | 5   | 5                                            | 4                                            | 4                                            | 4                                            | 4                                            | 4                                            | 4                                            | 4                                            | 4                                            | 4                                            | 4                                            | 4                                            | 4                                            | 4                                            | 4                                            | 4                                            | 4                                            | 8                                            | 8                                            | 8                                            | 8                                            | 8                                            |                                              |
| Bơi                                |                  | FINA             | 4  | 7  | 9  | 4  | 6   | 9   | 10  | 11                                           | 11                                           | 11                                           | 11                                           | 11                                           | 11                                           | 13                                           | 15                                           | 18                                           | 29                                           | 29                                           | 26                                           | 26                                           | 29                                           | 31                                           | 31                                           | 32                                           | 32                                           | 32                                           | 34                                           | 34                                           | 34                                           |                                              |
| Bơi nghệ thuật                     |                  | FINA             |    |    |    |    |     |     |     |                                              |                                              |                                              |                                              |                                              |                                              |                                              |                                              |                                              |                                              |                                              |                                              |                                              | 2                                            | 2                                            | 2                                            | 1                                            | 2                                            | 2                                            | 2                                            | 2                                            | 2                                            |                                              |
| Bóng nước                          |                  | FINA             |    | 1  | •  |    | 1   | 1   | 1   | 1                                            | 1                                            | 1                                            | 1                                            | 1                                            | 1                                            | 1                                            | 1                                            | 1                                            | 1                                            | 1                                            | 1                                            | 1                                            | 1                                            | 1                                            | 1                                            | 1                                            | 2                                            | 2                                            | 2                                            | 2                                            | 2                                            |                                              |
|                                    |                  |                  |    |    |    |    |     |     |     |                                              |                                              |                                              |                                              |                                              |                                              |                                              |                                              |                                              |                                              |                                              |                                              |                                              |                                              |                                              |                                              |                                              |                                              |                                              |                                              |                                              |                                              |                                              |
| Canoe/kayak (nước rút)             |                  | ICF              |    |    |    |    |     |     |     | •                                            |                                              |                                              | 9                                            | 9                                            | 9                                            | 9                                            | 7                                            | 7                                            | 7                                            | 7                                            | 11                                           | 11                                           | 12                                           | 12                                           | 12                                           | 12                                           | 12                                           | 12                                           | 12                                           | 12                                           | 12                                           |                                              |
| Canoe/kayak (vượt chướng ngại vật) |                  | ICF              |    |    |    |    |     |     |     |                                              |                                              |                                              |                                              |                                              |                                              |                                              |                                              |                                              |                                              | 4                                            |                                              |                                              |                                              |                                              | 4                                            | 4                                            | 4                                            | 4                                            | 4                                            | 4                                            | 4                                            |                                              |
|                                    |                  |                  |    |    |    |    |     |     |     |                                              |                                              |                                              |                                              |                                              |                                              |                                              |                                              |                                              |                                              |                                              |                                              |                                              |                                              |                                              |                                              |                                              |                                              |                                              |                                              |                                              |                                              |                                              |
| BMX                                |                  | UCI              |    |    |    |    |     |     |     |                                              |                                              |                                              |                                              |                                              |                                              |                                              |                                              |                                              |                                              |                                              |                                              |                                              |                                              |                                              |                                              |                                              |                                              |                                              | 2                                            | 2                                            | 2                                            |                                              |
| Xe đạp leo núi                     |                  | UCI              |    |    |    |    |     |     |     |                                              |                                              |                                              |                                              |                                              |                                              |                                              |                                              |                                              |                                              |                                              |                                              |                                              |                                              |                                              |                                              | 2                                            | 2                                            | 2                                            | 2                                            | 2                                            | 2                                            |                                              |
| Xe đạp đường trường                |                  | UCI              | 1  |    |    | 1  |     | 2   | 2   | 2                                            | 2                                            | 2                                            | 2                                            | 2                                            | 2                                            | 2                                            | 2                                            | 2                                            | 2                                            | 2                                            | 2                                            | 2                                            | 3                                            | 3                                            | 3                                            | 4                                            | 4                                            | 4                                            | 4                                            | 4                                            | 4                                            |                                              |
| Xe đạp lòng chảo                   |                  | UCI              | 5  | 2  | 7  | 5  | 7   |     | 4   | 4                                            | 4                                            | 4                                            | 4                                            | 4                                            | 4                                            | 4                                            | 4                                            | 5                                            | 5                                            | 5                                            | 4                                            | 4                                            | 5                                            | 6                                            | 7                                            | 8                                            | 12                                           | 12                                           | 10                                           | 10                                           | 10                                           |                                              |
|                                    |                  |                  |    |    |    |    |     |     |     |                                              |                                              |                                              |                                              |                                              |                                              |                                              |                                              |                                              |                                              |                                              |                                              |                                              |                                              |                                              |                                              |                                              |                                              |                                              |                                              |                                              |                                              |                                              |
| Nghệ thuật                         |                  | FIG              | 8  | 1  | 11 | 4  | 2   | 4   | 4   | 9                                            | 8                                            | 11                                           | 9                                            | 9                                            | 15                                           | 15                                           | 14                                           | 14                                           | 14                                           | 14                                           | 14                                           | 14                                           | 14                                           | 14                                           | 14                                           | 14                                           | 14                                           | 14                                           | 14                                           | 14                                           | 14                                           |                                              |
| Nhịp điệu                          |                  | FIG              |    |    |    |    |     |     |     |                                              |                                              |                                              |                                              |                                              |                                              |                                              |                                              |                                              |                                              |                                              |                                              |                                              | 1                                            | 1                                            | 1                                            | 2                                            | 2                                            | 2                                            | 2                                            | 2                                            | 2                                            |                                              |
| Nhảy đệm lò xo / Nhào lộn          |                  | FIG              |    |    |    |    |     |     |     |                                              |                                              |                                              |                                              |                                              |                                              |                                              |                                              |                                              |                                              |                                              |                                              |                                              |                                              |                                              |                                              |                                              | 2                                            | 2                                            | 2                                            | 2                                            | 2                                            |                                              |
|                                    |                  |                  |    |    |    |    |     |     |     |                                              |                                              |                                              |                                              |                                              |                                              |                                              |                                              |                                              |                                              |                                              |                                              |                                              |                                              |                                              |                                              |                                              |                                              |                                              |                                              |                                              |                                              |                                              |
| Bóng chuyền (bãi biển)             |                  | FIVB             |    |    |    |    |     |     |     |                                              |                                              |                                              |                                              |                                              |                                              |                                              |                                              |                                              |                                              |                                              |                                              |                                              |                                              |                                              | •                                            | 2                                            | 2                                            | 2                                            | 2                                            | 2                                            | 2                                            |                                              |
| Bóng chuyền (trong nhà)            |                  | FIVB             |    |    |    |    |     |     |     | •                                            |                                              |                                              |                                              |                                              |                                              |                                              |                                              | 2                                            | 2                                            | 2                                            | 2                                            | 2                                            | 2                                            | 2                                            | 2                                            | 2                                            | 2                                            | 2                                            | 2                                            | 2                                            | 2                                            |                                              |
|                                    |                  |                  |    |    |    |    |     |     |     |                                              |                                              |                                              |                                              |                                              |                                              |                                              |                                              |                                              |                                              |                                              |                                              |                                              |                                              |                                              |                                              |                                              |                                              |                                              |                                              |                                              |                                              |                                              |
| Cưỡi ngựa / Biểu diễn              |                  | FEI              |    |    |    |    |     | 1   | 1   | 1                                            | 2                                            | 2                                            | 2                                            | 2                                            | 2                                            | 2                                            | 1                                            | 2                                            | 2                                            | 2                                            | 2                                            | 2                                            | 2                                            | 2                                            | 2                                            | 2                                            | 2                                            | 2                                            | 2                                            | 2                                            | 2                                            |                                              |
| Cưỡi ngựa / Mã thuật tổng hợp      |                  | FEI              |    |    |    |    | 2   | 2   | 2   | 2                                            | 2                                            | 2                                            | 2                                            | 2                                            | 2                                            | 2                                            | 2                                            | 2                                            | 2                                            | 2                                            | 2                                            | 2                                            | 2                                            | 2                                            | 2                                            | 2                                            | 2                                            | 2                                            | 2                                            | 2                                            |                                              |                                              |
| Cưỡi ngựa / Nhảy ngựa              |                  | FEI              | 3  |    |    |    | 2   | 2   | 2   | 2                                            | 2                                            | 2                                            | 2                                            | 2                                            | 2                                            | 2                                            | 2                                            | 2                                            | 2                                            | 2                                            | 2                                            | 2                                            | 2                                            | 2                                            | 2                                            | 2                                            | 2                                            | 2                                            | 2                                            | 2                                            |                                              |                                              |
|                                    |                  |                  |    |    |    |    |     |     |     |                                              |                                              |                                              |                                              |                                              |                                              |                                              |                                              |                                              |                                              |                                              |                                              |                                              |                                              |                                              |                                              |                                              |                                              |                                              |                                              |                                              |                                              |                                              |
| Tự do                              |                  | UWW              |    |    | 7  |    | 5   |     | 5   | 7                                            | 7                                            | 7                                            | 7                                            | 8                                            | 8                                            | 8                                            | 8                                            | 8                                            | 8                                            | 10                                           | 10                                           | 10                                           | 10                                           | 10                                           | 10                                           | 10                                           | 8                                            | 11                                           | 11                                           | 11                                           | 12                                           |                                              |
| Cổ điển                            | 1                | UWW              |    |    | 4  | 4  | 5   | 5   | 6   | 6                                            | 7                                            | 7                                            | 8                                            | 8                                            | 8                                            | 8                                            | 8                                            | 8                                            | 10                                           | 10                                           | 10                                           | 10                                           | 10                                           | 10                                           | 10                                           | 8                                            | 7                                            | 7                                            | 7                                            | 6                                            |                                              |                                              |
|                                    |                  |                  |    |    |    |    |     |     |     |                                              |                                              |                                              |                                              |                                              |                                              |                                              |                                              |                                              |                                              |                                              |                                              |                                              |                                              |                                              |                                              |                                              |                                              |                                              |                                              |                                              |                                              |                                              |
| Bắn cung                           |                  | WA               |    | 6  | 6  |    | 3   |     | 10  |                                              |                                              |                                              |                                              |                                              |                                              |                                              |                                              |                                              |                                              | 2                                            | 2                                            | 2                                            | 2                                            | 4                                            | 4                                            | 4                                            | 4                                            | 4                                            | 4                                            | 4                                            | 4                                            |                                              |
| Điền kinh                          |                  | IAAF             | 12 | 23 | 25 | 21 | 26  | 30  | 29  | 27                                           | 27                                           | 29                                           | 29                                           | 33                                           | 33                                           | 33                                           | 34                                           | 36                                           | 36                                           | 38                                           | 37                                           | 38                                           | 41                                           | 42                                           | 43                                           | 44                                           | 46                                           | 46                                           | 47                                           | 47                                           | 47                                           |                                              |
| Cầu lông                           |                  | BWF              |    |    |    |    |     |     |     |                                              |                                              |                                              |                                              |                                              |                                              |                                              |                                              |                                              |                                              | •                                            |                                              |                                              |                                              | •                                            | 4                                            | 5                                            | 5                                            | 5                                            | 5                                            | 5                                            | 5                                            |                                              |
| Bóng rổ                            |                  | FIBA             |    |    | •  |    |     |     |     | •                                            |                                              |                                              | 1                                            | 1                                            | 1                                            | 1                                            | 1                                            | 1                                            | 1                                            | 1                                            | 2                                            | 2                                            | 2                                            | 2                                            | 2                                            | 2                                            | 2                                            | 2                                            | 2                                            | 2                                            | 2                                            |                                              |
| Quyền Anh                          |                  | AIBA             |    |    | 7  |    | 5   |     | 8   | 8                                            | 8                                            | 8                                            | 8                                            | 8                                            | 10                                           | 10                                           | 10                                           | 10                                           | 11                                           | 11                                           | 11                                           | 11                                           | 12                                           | 12                                           | 12                                           | 12                                           | 12                                           | 11                                           | 11                                           | 13                                           | 13                                           |                                              |
| Đấu kiếm                           |                  | FIE              | 3  | 7  | 5  | 8  | 4   | 5   | 6   | 7                                            | 7                                            | 7                                            | 7                                            | 7                                            | 7                                            | 7                                            | 8                                            | 8                                            | 8                                            | 8                                            | 8                                            | 8                                            | 8                                            | 8                                            | 8                                            | 10                                           | 10                                           | 10                                           | 10                                           | 10                                           | 10                                           |                                              |
| Khúc côn cầu trên cỏ               |                  | FIH              |    |    |    |    | 1   |     | 1   |                                              | 1                                            | 1                                            | 1                                            | 1                                            | 1                                            | 1                                            | 1                                            | 1                                            | 1                                            | 1                                            | 1                                            | 2                                            | 2                                            | 2                                            | 2                                            | 2                                            | 2                                            | 2                                            | 2                                            | 2                                            | 2                                            |                                              |
| Bóng đá                            |                  | FIFA             |    | 1  | 1  | 1  | 1   | 1   | 1   | 1                                            | 1                                            |                                              | 1                                            | 1                                            | 1                                            | 1                                            | 1                                            | 1                                            | 1                                            | 1                                            | 1                                            | 1                                            | 1                                            | 1                                            | 1                                            | 2                                            | 2                                            | 2                                            | 2                                            | 2                                            | 2                                            |                                              |
| Golf                               |                  | IGF              |    | 2  | 2  |    |     |     |     |                                              |                                              |                                              |                                              |                                              |                                              |                                              |                                              |                                              |                                              |                                              |                                              |                                              |                                              |                                              |                                              |                                              |                                              |                                              |                                              |                                              | 2                                            |                                              |
| Bóng ném                           |                  | IHF              |    |    |    |    |     |     |     |                                              |                                              |                                              | 1                                            |                                              | •                                            |                                              |                                              |                                              |                                              | 1                                            | 2                                            | 2                                            | 2                                            | 2                                            | 2                                            | 2                                            | 2                                            | 2                                            | 2                                            | 2                                            | 2                                            |                                              |
| Judo                               |                  | IJF              |    |    |    |    |     |     |     |                                              |                                              |                                              |                                              |                                              |                                              |                                              |                                              | 4                                            |                                              | 6                                            | 6                                            | 8                                            | 8                                            | 7                                            | 14                                           | 14                                           | 14                                           | 14                                           | 14                                           | 14                                           | 14                                           |                                              |
| Năm môn phối hợp hiện đại          |                  | UIPM             |    |    |    |    |     | 1   | 1   | 1                                            | 1                                            | 1                                            | 1                                            | 1                                            | 2                                            | 2                                            | 2                                            | 2                                            | 2                                            | 2                                            | 2                                            | 2                                            | 2                                            | 2                                            | 2                                            | 1                                            | 2                                            | 2                                            | 2                                            | 2                                            | 2                                            |                                              |
| Chèo thuyền                        |                  | FISA             |    | 4  | 5  | 6  | 4   | 4   | 5   | 7                                            | 7                                            | 7                                            | 7                                            | 7                                            | 7                                            | 7                                            | 7                                            | 7                                            | 7                                            | 7                                            | 14                                           | 14                                           | 14                                           | 14                                           | 14                                           | 14                                           | 14                                           | 14                                           | 14                                           | 14                                           | 14                                           |                                              |
| Bóng bầu dục bảy người             |                  | WR               |    |    |    |    |     |     |     |                                              |                                              |                                              |                                              |                                              |                                              |                                              |                                              |                                              |                                              |                                              |                                              |                                              |                                              |                                              |                                              |                                              |                                              |                                              |                                              |                                              | 2                                            |                                              |
| Thuyền buồm                        |                  | ISAF             |    | 7  |    |    | 4   | 4   | 14  | 3                                            | 3                                            | 4                                            | 4                                            | 5                                            | 5                                            | 5                                            | 5                                            | 5                                            | 5                                            | 6                                            | 6                                            | 6                                            | 7                                            | 8                                            | 10                                           | 10                                           | 11                                           | 11                                           | 11                                           | 10                                           | 10                                           |                                              |
| Bắn súng                           |                  | ISSF             | 5  | 9  |    | 16 | 15  | 18  | 21  | 10                                           |                                              | 2                                            | 3                                            | 4                                            | 7                                            | 7                                            | 6                                            | 6                                            | 7                                            | 8                                            | 7                                            | 7                                            | 11                                           | 13                                           | 13                                           | 15                                           | 17                                           | 17                                           | 15                                           | 15                                           | 15                                           |                                              |
| Bóng bàn                           |                  | ITTF             |    |    |    |    |     |     |     |                                              |                                              |                                              |                                              |                                              |                                              |                                              |                                              |                                              |                                              |                                              |                                              |                                              |                                              | 4                                            | 4                                            | 4                                            | 4                                            | 4                                            | 4                                            | 4                                            | 4                                            |                                              |
| Taekwondo                          |                  | WTF              |    |    |    |    |     |     |     |                                              |                                              |                                              |                                              |                                              |                                              |                                              |                                              |                                              |                                              |                                              |                                              |                                              |                                              | •                                            | •                                            |                                              | 8                                            | 8                                            | 8                                            | 8                                            | 8                                            |                                              |
| Quần vợt                           |                  | ITF              | 2  | 4  | 2  | 4  | 6   | 8   | 5   | 5                                            |                                              |                                              |                                              |                                              |                                              |                                              |                                              |                                              | •                                            |                                              |                                              |                                              | •                                            | 4                                            | 4                                            | 4                                            | 4                                            | 4                                            | 4                                            | 5                                            | 5                                            |                                              |
| Ba môn phối hợp                    |                  | ITU              |    |    |    |    |     |     |     |                                              |                                              |                                              |                                              |                                              |                                              |                                              |                                              |                                              |                                              |                                              |                                              |                                              |                                              |                                              |                                              |                                              | 2                                            | 2                                            | 2                                            | 2                                            | 2                                            |                                              |
| Cử tạ                              |                  | IWF              | 2  |    | 2  | 2  |     |     | 5   | 5                                            | 5                                            | 5                                            | 5                                            | 6                                            | 7                                            | 7                                            | 7                                            | 7                                            | 7                                            | 9                                            | 9                                            | 10                                           | 10                                           | 10                                           | 10                                           | 10                                           | 15                                           | 15                                           | 15                                           | 15                                           | 15                                           |                                              |
|                                    |                  |                  |    |    |    |    |     |     |     |                                              |                                              |                                              |                                              |                                              |                                              |                                              |                                              |                                              |                                              |                                              |                                              |                                              |                                              |                                              |                                              |                                              |                                              |                                              |                                              |                                              |                                              |                                              |
| Các môn mùa hè bị tạm ngừng        |                  |                  |    |    |    |    |     |     |     |                                              |                                              |                                              |                                              |                                              |                                              |                                              |                                              |                                              |                                              |                                              |                                              |                                              |                                              |                                              |                                              |                                              |                                              |                                              |                                              |                                              |                                              |                                              |
|                                    |                  |                  |    |    |    |    |     |     |     |                                              |                                              |                                              |                                              |                                              |                                              |                                              |                                              |                                              |                                              |                                              |                                              |                                              |                                              |                                              |                                              |                                              |                                              |                                              |                                              |                                              |                                              |                                              |
| Cưỡi ngựa / Nhảy ngựa              |                  | FEI              |    |    |    |    |     |     | 2   |                                              |                                              |                                              |                                              |                                              |                                              |                                              |                                              |                                              |                                              |                                              |                                              |                                              |                                              |                                              |                                              |                                              |                                              |                                              |                                              |                                              |                                              |                                              |
|                                    |                  |                  |    |    |    |    |     |     |     |                                              |                                              |                                              |                                              |                                              |                                              |                                              |                                              |                                              |                                              |                                              |                                              |                                              |                                              |                                              |                                              |                                              |                                              |                                              |                                              |                                              |                                              |                                              |
| Bóng bầu dục                       |                  | WR               |    | 1  |    |    | 1   |     | 1   | 1                                            |                                              |                                              |                                              |                                              |                                              |                                              |                                              |                                              |                                              |                                              |                                              |                                              |                                              |                                              |                                              |                                              |                                              |                                              |                                              |                                              |                                              |                                              |
|                                    |                  |                  |    |    |    |    |     |     |     |                                              |                                              |                                              |                                              |                                              |                                              |                                              |                                              |                                              |                                              |                                              |                                              |                                              |                                              |                                              |                                              |                                              |                                              |                                              |                                              |                                              |                                              |                                              |
| Bóng chày                          |                  | IBAF             |    |    |    |    |     | •   |     |                                              |                                              |                                              | •                                            |                                              | •                                            | •                                            |                                              | •                                            |                                              |                                              |                                              |                                              | •                                            | •                                            | 1                                            | 1                                            | 1                                            | 1                                            | 1                                            |                                              |                                              |                                              |
| Pelota Basque                      |                  | FIPV             |    | 1  |    |    |     |     |     | •                                            |                                              |                                              |                                              |                                              |                                              |                                              |                                              |                                              | •                                            |                                              |                                              |                                              |                                              |                                              | •                                            |                                              |                                              |                                              |                                              |                                              |                                              |                                              |
| Cricket                            |                  | ICC              |    | 1  |    |    |     |     |     |                                              |                                              |                                              |                                              |                                              |                                              |                                              |                                              |                                              |                                              |                                              |                                              |                                              |                                              |                                              |                                              |                                              |                                              |                                              |                                              |                                              |                                              |                                              |
| Croquet/Bóng vồ                    |                  | WCF              |    | 3  |    |    |     |     |     |                                              |                                              |                                              |                                              |                                              |                                              |                                              |                                              |                                              |                                              |                                              |                                              |                                              |                                              |                                              |                                              |                                              |                                              |                                              |                                              |                                              |                                              |                                              |
| Bóng vợt                           |                  | FIL              |    |    | 1  |    | 1   |     |     |                                              | •                                            | •                                            |                                              | •                                            |                                              |                                              |                                              |                                              |                                              |                                              |                                              |                                              |                                              |                                              |                                              |                                              |                                              |                                              |                                              |                                              |                                              |                                              |
| Jeu de paume                       |                  |                  |    | •  |    |    | 1   |     |     | •                                            |                                              |                                              |                                              |                                              |                                              |                                              |                                              |                                              |                                              |                                              |                                              |                                              |                                              |                                              |                                              |                                              |                                              |                                              |                                              |                                              |                                              |                                              |
| Polo                               |                  | FIP              |    | 1  |    |    | 1   |     | 1   | 1                                            |                                              |                                              | 1                                            |                                              |                                              |                                              |                                              |                                              |                                              |                                              |                                              |                                              |                                              |                                              |                                              |                                              |                                              |                                              |                                              |                                              |                                              |                                              |
| Quần vợt sân tường                 |                  |                  |    |    |    |    | 2   |     |     |                                              |                                              |                                              |                                              |                                              |                                              |                                              |                                              |                                              |                                              |                                              |                                              |                                              |                                              |                                              |                                              |                                              |                                              |                                              |                                              |                                              |                                              |                                              |
| Roque                              |                  |                  |    |    | 1  |    |     |     |     |                                              |                                              |                                              |                                              |                                              |                                              |                                              |                                              |                                              |                                              |                                              |                                              |                                              |                                              |                                              |                                              |                                              |                                              |                                              |                                              |                                              |                                              |                                              |
| Bóng mềm                           |                  | ISF              |    |    |    |    |     |     |     |                                              |                                              |                                              |                                              |                                              |                                              |                                              |                                              |                                              |                                              |                                              |                                              |                                              |                                              |                                              |                                              | 1                                            | 1                                            | 1                                            | 1                                            |                                              |                                              |                                              |
| Kéo co                             |                  | TWIF             |    | 1  | 1  | 1  | 1   | 1   | 1   |                                              |                                              |                                              |                                              |                                              |                                              |                                              |                                              |                                              |                                              |                                              |                                              |                                              |                                              |                                              |                                              |                                              |                                              |                                              |                                              |                                              |                                              |                                              |
| Thể thao mô tô nước                |                  |                  |    | •  |    |    | 3   |     |     |                                              |                                              |                                              |                                              |                                              |                                              |                                              |                                              |                                              |                                              |                                              |                                              |                                              |                                              |                                              |                                              |                                              |                                              |                                              |                                              |                                              |                                              |                                              |
|                                    |                  |                  |    |    |    |    |     |     |     |                                              |                                              |                                              |                                              |                                              |                                              |                                              |                                              |                                              |                                              |                                              |                                              |                                              |                                              |                                              |                                              |                                              |                                              |                                              |                                              |                                              |                                              |                                              |
| Trượt băng nghệ thuật              |                  | ISU              |    |    |    |    | 4   |     | 3   | Chuyển sang thi đấu tại Thế vận hội Mùa đông | Chuyển sang thi đấu tại Thế vận hội Mùa đông | Chuyển sang thi đấu tại Thế vận hội Mùa đông | Chuyển sang thi đấu tại Thế vận hội Mùa đông | Chuyển sang thi đấu tại Thế vận hội Mùa đông | Chuyển sang thi đấu tại Thế vận hội Mùa đông | Chuyển sang thi đấu tại Thế vận hội Mùa đông | Chuyển sang thi đấu tại Thế vận hội Mùa đông | Chuyển sang thi đấu tại Thế vận hội Mùa đông | Chuyển sang thi đấu tại Thế vận hội Mùa đông | Chuyển sang thi đấu tại Thế vận hội Mùa đông | Chuyển sang thi đấu tại Thế vận hội Mùa đông | Chuyển sang thi đấu tại Thế vận hội Mùa đông | Chuyển sang thi đấu tại Thế vận hội Mùa đông | Chuyển sang thi đấu tại Thế vận hội Mùa đông | Chuyển sang thi đấu tại Thế vận hội Mùa đông | Chuyển sang thi đấu tại Thế vận hội Mùa đông | Chuyển sang thi đấu tại Thế vận hội Mùa đông | Chuyển sang thi đấu tại Thế vận hội Mùa đông | Chuyển sang thi đấu tại Thế vận hội Mùa đông | Chuyển sang thi đấu tại Thế vận hội Mùa đông | Chuyển sang thi đấu tại Thế vận hội Mùa đông | Chuyển sang thi đấu tại Thế vận hội Mùa đông |
| Khúc côn cầu trên băng             |                  | IIHF             |    |    |    |    |     |     | 1   | Chuyển sang thi đấu tại Thế vận hội Mùa đông | Chuyển sang thi đấu tại Thế vận hội Mùa đông | Chuyển sang thi đấu tại Thế vận hội Mùa đông | Chuyển sang thi đấu tại Thế vận hội Mùa đông | Chuyển sang thi đấu tại Thế vận hội Mùa đông | Chuyển sang thi đấu tại Thế vận hội Mùa đông | Chuyển sang thi đấu tại Thế vận hội Mùa đông | Chuyển sang thi đấu tại Thế vận hội Mùa đông | Chuyển sang thi đấu tại Thế vận hội Mùa đông | Chuyển sang thi đấu tại Thế vận hội Mùa đông | Chuyển sang thi đấu tại Thế vận hội Mùa đông | Chuyển sang thi đấu tại Thế vận hội Mùa đông | Chuyển sang thi đấu tại Thế vận hội Mùa đông | Chuyển sang thi đấu tại Thế vận hội Mùa đông | Chuyển sang thi đấu tại Thế vận hội Mùa đông | Chuyển sang thi đấu tại Thế vận hội Mùa đông | Chuyển sang thi đấu tại Thế vận hội Mùa đông | Chuyển sang thi đấu tại Thế vận hội Mùa đông | Chuyển sang thi đấu tại Thế vận hội Mùa đông | Chuyển sang thi đấu tại Thế vận hội Mùa đông | Chuyển sang thi đấu tại Thế vận hội Mùa đông | Chuyển sang thi đấu tại Thế vận hội Mùa đông | Chuyển sang thi đấu tại Thế vận hội Mùa đông |
|                                    |                  |                  |    |    |    |    |     |     |     |                                              |                                              |                                              |                                              |                                              |                                              |                                              |                                              |                                              |                                              |                                              |                                              |                                              |                                              |                                              |                                              |                                              |                                              |                                              |                                              |                                              |                                              |                                              |
| Tổng số nội dung                   | Tổng số nội dung | Tổng số nội dung | 43 | 85 | 94 | 78 | 110 | 102 | 156 | 126                                          | 109                                          | 117                                          | 129                                          | 136                                          | 149                                          | 151                                          | 150                                          | 163                                          | 172                                          | 195                                          | 198                                          | 203                                          | 221                                          | 237                                          | 257                                          | 271                                          | 300                                          | 301                                          | 302                                          | 302                                          | 306                                          |                                              |
| Môn (Phân môn)                     | Môn (Phân môn)   | Cơ quan          | 96 | 00 | 04 | 06 | 08  | 12  | 20  | 24                                           | 28                                           | 32                                           | 36                                           | 48                                           | 52                                           | 56                                           | 60                                           | 64                                           | 68                                           | 72                                           | 76                                           | 80                                           | 84                                           | 88                                           | 92                                           | 96                                           | 00                                           | 04                                           | 08                                           | 12                                           | 16                                           |                                              |

### Môn thể thao mùa hè biểu diễn
Dưới đây là những môn hoặc phân môn được biểu diễn tại các kỳ Thế vận hội Mùa hè nhưng chưa từng được đưa vào chương trình thi đấu chính thức:
- Bóng bầu dục Mỹ (1932)
- Bóng đá kiểu Úc (1956)
- Khinh khí cầu (1900)
- Bowling (1988)
- Boules (1900)
- Budō (1964)
- Bóng chày Phần Lan (1952)
- Glima (1912)
- Bay lượn (1936)
- Kaatsen (1928)
- Korfball (1920 và 1928)
- La canne (1924)
- Surf lifesaving (1900)
- Longue paume (1900)
- Motorsport (1900)
- Khúc côn cầu patin (1992)
- Quyền Pháp (1924)
- Thể dục (Ling) Thụy Điển (1948)
- Tập tạ (1904)
- Lướt ván nước (1972)

Bay lượn được đưa từ môn biểu diễn thành môn thể thao Olympic chính thức năm 1936 cho Thế vận hội Mùa hè 1940, nhưng Thế vận hội bị hủy do Thế chiến II.

### Phân loại môn thể thao Olympic cho doanh thu
Các môn thể thao Olympic mùa hè được chia vào các loại dựa vào độ phổ biến được đo bằng: số lượng theo dõi trên truyền hình (40%), độ phổ biến trên internet (20%), khảo sát công cộng (15%), lượng yêu cầu vé (10%), phạm vi truyền thông (10%), và số liên đoàn quốc gia (5%). Việc phân loại này sẽ quyết định doanh thu mà Liên đoàn quốc tế của môn thể thao đó nhận được từ doanh thu của Thế vận hội.
Phân loại hiện tại được liệt kê dưới đây. Loại A chỉ những môn thể thao phổ biến nhất; loại E chỉ các môn thể thao ít phổ biến nhất hoặc môn mới được thêm vào Olympic (golf và bóng bầu dục).
| Loại | Môn cá nhân                                                                       | Môn đồng đội                     |
| ---- | --------------------------------------------------------------------------------- | -------------------------------- |
| A    | điền kinh, thể thao dưới nước, thể dục dụng cụ                                    | ——                               |
| B    | xe đạp, quần vợt                                                                  | bóng rổ, bóng đá, bóng chuyền    |
| C    | bắn cung, cầu lông, quyền Anh, judo, chèo thuyền bắn súng, bóng bàn, cử tạ        | ——                               |
| D    | canoe/kayaking, cưỡi ngựa, đấu kiếm, thuyền buồm, taekwondo, ba môn phối hợp, vật | bóng ném, khúc côn cầu trên băng |
| E    | năm môn phối hợp hiện đại, golf                                                   | bóng bầu dục                     |

## Thế vận hội Mùa đông
Trước 1924, khi Thế vận hội Mùa đông đầu tiên được tổ chức, các môn thể thao trên băng, như trượt băng nghệ thuật và khúc côn cầu trên băng, được diễn ra tại Thế vận hội Mùa hè. Hai môn này lần đầu xuất hiện lần lượt các năm 1908 và Thế vận hội Mùa hè 1920, nhưng được vĩnh viễn đưa vào chương trình thi đấu của Thế vận hội Mùa đông lần đầu tiên. Tuần lễ Thể thao mùa đông quốc tế, sau này được đặt tên là Thế vận hội Mùa đông lần thứ I và được công nhận bởi IOC, có chín môn thi đấu. Số môn thi đấu tại Thế vận hội Mùa đông kể từ đó được giảm xuống còn bảy, với 15 phân môn.
Một môn hoặc phân môn phải được thi đấu rộng rãi ở ít nhất 25 quốc gia ở ba châu lục mới được xem xét vào chương trình thi đấu Thế vận hội Mùa đông.

### Các môn mùa đông hiện tại
Dưới đây là các môn (hoặc các phân môn) đang trong chương trình thi đấu chính thức của Thế vận hội Mùa đông và được liệt kê theo thứ tự tên được sử dụng bởi IOC.  Các số liệu ở từng cột chỉ số nội dung thi đấu của mỗi môn tại kỳ Thế vận hội tương ứng (cột đỏ chỉ những lần môn đó được tổ chức tại Thế vận hội mùa hè); (•) chỉ các môn thể thao biểu diễn. Trong một vài trường hợp, cả nội dung chính thức được trao huy chương và nội dung biểu diễn của cùng một môn trong cùng một kỳ Thế vận hội.
Ba trong bảy môn có các phân môn. Các phân môn của cùng một môn sẽ được hiển thị cùng một màu:
     Trượt băng –
     Trượt tuyết –
     Xe trượt băng
| Môn (Phân môn)               | Môn (Phân môn)   | Cơ quan          | 08               | 20               | 24 | 28 | 32 | 36 | 48 | 52 | 56 | 60 | 64 | 68 | 72 | 76 | 80 | 84 | 88 | 92 | 94 | 98 | 02 | 06 | 10 | 14 | 18  |
| ---------------------------- | ---------------- | ---------------- | ---------------- | ---------------- | -- | -- | -- | -- | -- | -- | -- | -- | -- | -- | -- | -- | -- | -- | -- | -- | -- | -- | -- | -- | -- | -- | --- |
|                              |                  |                  |                  |                  |    |    |    |    |    |    |    |    |    |    |    |    |    |    |    |    |    |    |    |    |    |    |     |
| Trượt băng nghệ thuật        |                  | ISU              | 4                | 3                | 3  | 3  | 3  | 3  | 3  | 3  | 3  | 3  | 3  | 3  | 3  | 4  | 4  | 4  | 4  | 4  | 4  | 4  | 4  | 4  | 4  | 5  | 5   |
| Trượt băng tốc độ            |                  | ISU              |                  |                  | 5  | 4  | 4  | 4  | 4  | 4  | 4  | 8  | 8  | 8  | 8  | 9  | 9  | 9  | 10 | 10 | 10 | 10 | 10 | 12 | 12 | 12 | 14  |
| Trượt băng tốc độ cự ly ngắn |                  | ISU              |                  |                  |    |    |    |    |    |    |    |    |    |    |    |    |    |    | •  | 4  | 6  | 6  | 8  | 8  | 8  | 8  | 8   |
|                              |                  |                  |                  |                  |    |    |    |    |    |    |    |    |    |    |    |    |    |    |    |    |    |    |    |    |    |    |     |
| Khúc côn cầu trên băng       |                  | IIHF             |                  | 1                | 1  | 1  | 1  | 1  | 1  | 1  | 1  | 1  | 1  | 1  | 1  | 1  | 1  | 1  | 1  | 1  | 1  | 2  | 2  | 2  | 2  | 2  | 2   |
| Bi đá trên băng              |                  | WCF              |                  |                  | 1  |    | •  |    |    |    |    |    |    |    |    |    |    |    | •  | •  |    | 2  | 2  | 2  | 2  | 2  | 3   |
|                              |                  |                  |                  |                  |    |    |    |    |    |    |    |    |    |    |    |    |    |    |    |    |    |    |    |    |    |    |     |
| Trượt tuyết băng đồng        |                  | FIS              |                  |                  | 2  | 2  | 2  | 3  | 3  | 4  | 6  | 6  | 7  | 7  | 7  | 7  | 7  | 8  | 8  | 10 | 10 | 10 | 12 | 12 | 12 | 12 | 12  |
| Trượt tuyết đổ đèo           |                  | FIS              |                  |                  |    |    |    | 2  | 6  | 6  | 6  | 6  | 6  | 6  | 6  | 6  | 6  | 6  | 10 | 10 | 10 | 10 | 10 | 10 | 10 | 10 | 11  |
| Trượt tuyết nhảy xa          |                  | FIS              |                  |                  | 1  | 1  | 1  | 1  | 1  | 1  | 1  | 1  | 2  | 2  | 2  | 2  | 2  | 2  | 3  | 3  | 3  | 3  | 3  | 3  | 3  | 4  | 4   |
| Hai môn phối hợp Bắc Âu      |                  | FIS              |                  |                  | 1  | 1  | 1  | 1  | 1  | 1  | 1  | 1  | 1  | 1  | 1  | 1  | 1  | 1  | 2  | 2  | 2  | 2  | 3  | 3  | 3  | 3  | 3   |
| Trượt tuyết tự do            |                  | FIS              |                  |                  |    |    |    |    |    |    |    |    |    |    |    |    |    |    | •  | 2  | 4  | 4  | 4  | 4  | 6  | 10 | 10  |
| Trượt ván trên tuyết         |                  | FIS              |                  |                  |    |    |    |    |    |    |    |    |    |    |    |    |    |    |    |    |    | 4  | 4  | 6  | 6  | 10 | 10  |
|                              |                  |                  |                  |                  |    |    |    |    |    |    |    |    |    |    |    |    |    |    |    |    |    |    |    |    |    |    |     |
| Hai môn phối hợp             |                  | IBU              |                  |                  | 1  | •1 |    | •1 | •1 |    |    | 1  | 1  | 2  | 2  | 2  | 3  | 3  | 3  | 6  | 6  | 6  | 8  | 10 | 10 | 11 | 11  |
| Trượt băng nằm ngửa          |                  | FIL              |                  |                  |    |    |    |    |    |    |    |    | 3  | 3  | 3  | 3  | 3  | 3  | 3  | 3  | 3  | 3  | 3  | 3  | 3  | 4  | 4   |
|                              |                  |                  |                  |                  |    |    |    |    |    |    |    |    |    |    |    |    |    |    |    |    |    |    |    |    |    |    |     |
| Xe trượt lòng máng           |                  | FIBT             |                  |                  | 1  | 1  | 2  | 2  | 2  | 2  | 2  |    | 2  | 2  | 2  | 2  | 2  | 2  | 2  | 2  | 2  | 2  | 3  | 3  | 3  | 3  | 3   |
| Trượt băng nằm sấp           |                  | FIBT             |                  |                  |    | 1  |    |    | 1  |    |    |    |    |    |    |    |    |    |    |    |    |    | 2  | 2  | 2  | 2  | 2   |
|                              |                  |                  |                  |                  |    |    |    |    |    |    |    |    |    |    |    |    |    |    |    |    |    |    |    |    |    |    |     |
| Tổng số nội dung             | Tổng số nội dung | Tổng số nội dung | Tổng số nội dung | Tổng số nội dung | 16 | 14 | 14 | 17 | 22 | 22 | 24 | 27 | 34 | 35 | 35 | 37 | 38 | 39 | 46 | 57 | 61 | 68 | 78 | 84 | 86 | 98 | 102 |

1 tuần tra quân sự, xem bên dưới.

### Các môn mùa đông biểu diễn
Dưới đây là những môn hoặc phân mộn được biểu diễn tại các kỳ Thế vận hội Mùa đông nhưng chưa từng được đưa vào chương trình thi đấu chính thức:
- Bandy (1952)
- Trượt tuyết dành cho người khuyết tật (1984 và 1988)
- Ice stock sport (1936, 1964)
- Tuần tra quân sự (1928, 1936 và 1948)
- Trượt tuyết múa ba lê (acroski) (1988 và 1992)
- Trượt tuyết ngựa kéo (1928)
- Đua chó kéo xe (1932)
- Trượt tuyết tốc độ (1992)
- Năm môn phối hợp mùa đông (1948)

Tuần tra quân sự là một nội dung trượt tuyết chính thức năm 1924 nhưng hiện IOC coi nó là nội dung thuộc môn hai môn phối hợp tại những Thế vận hội, và không phải là một môn thể thao riêng. Ski ballet, tương tự, chỉ đơn giản là nội dung biểu diễn của môn trượt tuyết tự do. Những môn thể thao khuyết tật hiện nằm trong Thế vận hội Mùa đông dành cho người khuyết tật.

## Các liên đoàn quốc tế được công nhận

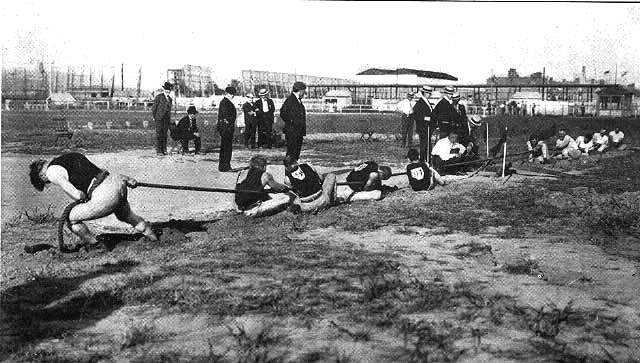
Kéo co từng được tổ chức tại Thế vận hội Mùa hè 1904. Nó sau đó được loại bỏ ra khỏi chương trình thi đấu Olympic nhưng vẫn là một môn thể thao được công nhận.

Có nhiều môn không được công nhận là môn thể thao Olympic mặc dù học có các cơ quan điều hành được công nhận bởi IOC. Những môn thể thao như vậy, nếu đủ điều kiện theo các điều trong Hiến chương Olympic, có thể được đưa vào chương trình thi đấu của Thế vận hội trong tương lai, thông qua đề xuất của Ban kế hoạch thi đấu Olympic IOC, theo quyết định của Ban chấp hành IOC và được bỏ phiếu thông qua tại Kỳ họp IOC. Khi các môn biểu diễn Olympic được cho phép, một môn thường được xuất hiện như vậy trước khi được chính thức thừa nhận. Một Liên đoàn thể thao quốc tế (IF) sẽ phải chịu trách nhiệm đảm bảo rằng các hoạt động của môn đó theo đúng Hiến chương Olympic. Khi một môn có IF được thừa nhận sẽ trở thành liên đoàn thể thao Olympic chính thức và cùng với các IF Olympic khác nằm trong Hiệp hội các Liên đoàn Thế vận hội Mùa hè quốc tế (ASOIF, dành cho các môn thể thao mùa hè tranh tài tại Thế vận hội), Hiệp hội các Liên đoàn thể thao Thế vận hội Mùa đông quốc tế (AIOWS, dành cho các môn thể thao mùa đông tranh tài tại Thế vận hội) hoặc Hiệp hội các Liên đoàn thể thao quốc tế được IOC thừa nhận (ARISF, dành cho các môn thể thao chưa được thi đấu tại Thế vận hội). Một số môn được thừa nhận nằm trong chương trình thi đấu của World Games, một sự kiện đa môn thể thao được tổ chức bởi Hiệp hội World Games quốc tế, một tổ chức hoạt động dưới sự bảo trợ của IOC. Kể từ khi World Games bắt đầu năm 1981, một số môn, bao gồm cầu lông, taekwondo và ba môn phối hợp sau đó đều được đưa vào chương trình thi đấu của Olumpic.
Các cơ quan điều hành thể thao dưới đây mặc dù chưa được tranh tài tại Thế vận hội nhưng đã được thừa nhận bởi IOC:
- Thể thao trên không1,3
- Bóng bầu dục Mỹ[18]
- Đua ô tô3
- Bandy
- Bóng chày và Bóng mềm1,2,4
- Bi-a1
- Boules1
- Bowling1
- Bridge
- Cờ vua
- Cricket2
- Khiêu vũ thể thao1
- Floorball
- Karate1
- Korfball1
- Cứu sinh1
- Đua mô tô3
- Leo núi và Climbing1
- Bóng lưới
- Chạy định hướng (orienteering)1
- Pelota Vasca
- Polo2
- Powerboating3
- Racquetball1
- Thể thao patin1
- Ski Mountaineering
- Sport climbing
- Bóng quần1
- Sumo1
- Lướt sóng
- Kéo co1,2
- Thể thao dưới mặt nước1
- Ultimate1 [19]
- Water ski3
- Wushu

1 Môn thể thao chính thức tại World Games

2 Môn tạm ngưng tại Olympic

3 Không đủ điều kiện bởi Hiến chương Olympic cấm các môn có động cơ

4 Cơ quan quản lý của bóng rổ và bóng mềm được sáp nhập vào một liên đoàn quốc tế duy nhất năm 2013.